# 申巴赫 (萨克森州)
申巴赫（德語：Schönbach）是德国萨克森州的市镇，隶属于格尔利茨县。总面积为9.1平方千米，截至2023年12月31日总人口为1,049人。